# Портрет Егора Андреевича Ахте
«Портрет Егора Андреевича Ахте» — картина Джорджа Доу и его мастерской из Военной галереи Зимнего дворца.
Картина представляет собой погрудный портрет генерал-майора Егора Андреевича Ахте из состава Военной галереи Зимнего дворца.
Во время Отечественной войны 1812 года Ахте был подполковником и последовательно командовал Малороссийским и Санкт-Петербургским гренадерскими полками, был ранен при Бородино, за отличие произведён в полковники. При начале Заграничных походов был назначен шефом своего полка, произведён в генерал-майоры, сражался в Пруссии и Франции, завершив поход в Париже.
Изображён в профиль в генеральском вицмундире образца 7 мая 1817 года — этот мундир показан ошибочно, поскольку Ахте вышел в отставку ещё до его введения и носить его не мог. Слева на груди звезда ордена Св. Анны 1-й степени; на шее крест прусского ордена Красного орла 2-й степени; справа на груди крест ордена Св. Георгия 4-й степени, серебряная медаль «В память Отечественной войны 1812 года» на Андреевской ленте и крест ордена Святого Владимира 4-й степени  — последний орден изображён ошибочно, вместо него на шее должен быть показан шейный крест этого ордена 3-й степени, который Ахте получил ещё 3 июня 1813 года за отличие в сражении при Красном в 1812 году . Подпись на раме с ошибкой в инициале и фамилии: И. А. Ахтъ, Генералъ Маiоръ.
7 августа 1820 года Комитетом Главного Штаба по аттестации Ахте был включён в список «генералов, заслуживающих быть написанными в галерею» и 4 июня 1823 года император Александр I повелел написать его портрет. Гонорар за работу Доу был выплачен 22 апреля 1828 года. Готовый портрет был принят в Эрмитаж 26 апреля 1828 года. Поскольку Ахте с 1816 года за ранами был в отставке, жил за пределами Санкт-Петербурга и скончался в 1826 году, то скорее всего он не мог позировать Доу и вероятно существовал портрет-прототип, которым воспользовался художник для написания портрета из Военной галереи; эта возможная исходная работа неизвестна современным исследователям.